# 1938년 AVRO 체스 대회

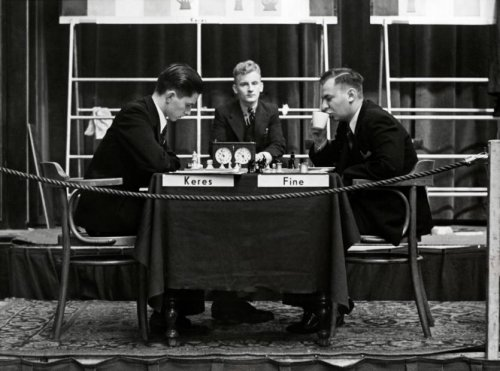
마지막 라운드의 폴 케레스와 루벤 파인의 경기

1938년 AVRO 체스 대회는 1938년 네덜란드의 여러 도시에서 열린 유명한 체스 대회이다. 네덜란드 방송사 AVRO의 스폰서를 받았다. 당시 세계에서 가장 강한 8명의 선수들이 더블 라운드 로빈 형식으로 경기했다.
이 토너먼트에 참가한 8명 중 살아있는 6명은 이후 1948년 세계 체스 선수권 대회에 초대되었다.(플로르는 바실리 스미슬로프로 대체되었다)

## 일정
1938년 11월 6일부터 27일까지 열렸다. 각 라운드가 열린 도시는 다음과 같다.
| 라운드 | 도시       | 날짜    |
| ------ | ---------- | ------- |
| 1      | 암스테르담 | 11. 6.  |
| 2      | 헤이그     | 11. 8.  |
| 3      | 로테르담   | 11. 10. |
| 4      | 흐로닝언   | 11. 12. |
| 5      | 즈볼러     | 11. 13. |
| 6      | 하를럼     | 11. 14. |
| 7      | 암스테르담 | 11. 15. |
| 8      | 위트레흐트 | 11. 17. |
| 9      | 아른험     | 11. 19. |
| 10     | 브레다     | 11. 20. |
| 11     | 로테르담   | 11. 22. |
| 12     | 헤이그     | 11. 24. |
| 13     | 레이던     | 11. 25. |
| 14     | 암스테르담 | 11. 27. |

## 결과
| No. | 이름                 | 국가 | Keres | Keres | Fine | Fine | Botv. | Botv. | Euwe | Euwe | Resh. | Resh. | Alekh. | Alekh. | Capa. | Capa. | Flohr | Flohr | 총점 |
| --- | -------------------- | ---- | ----- | ----- | ---- | ---- | ----- | ----- | ---- | ---- | ----- | ----- | ------ | ------ | ----- | ----- | ----- | ----- | ---- |
| 1   | 폴 케레스            | EST  |       |       | 1    | ½    | ½     | ½     | ½    | ½    | 1     | ½     | ½      | ½      | 1     | ½     | ½     | ½     | 8½   |
| 2   | 루벤 파인            | USA  | 0     | ½     |      |      | 1     | ½     | 1    | 0    | 1     | 0     | 1      | 1      | ½     | ½     | 1     | ½     | 8½   |
| 3   | 미하일 보트빈니크    | USSR | ½     | ½     | 0    | ½    |       |       | ½    | 0    | 1     | ½     | 1      | ½      | ½     | 1     | ½     | ½     | 7½   |
| 4   | 막스 오이베          | NED  | ½     | ½     | 0    | 1    | ½     | 1     |      |      | 0     | ½     | 0      | ½      | 0     | 1     | 1     | ½     | 7    |
| 5   | 새뮤얼 리셰브스카이  | USA  | 0     | ½     | 0    | 1    | 0     | ½     | 1    | ½    |       |       | ½      | ½      | ½     | ½     | 1     | ½     | 7    |
| 6   | 알렉산드르 알레힌    | FRA  | ½     | ½     | 0    | 0    | 0     | ½     | 1    | ½    | ½     | ½     |        |        | ½     | 1     | ½     | 1     | 7    |
| 7   | 호세 라울 카파블랑카 | CUB  | 0     | ½     | ½    | ½    | ½     | 0     | 1    | 0    | ½     | ½     | ½      | 0      |       |       | ½     | 1     | 6    |
| 8   | 살로 플로르          | CZE  | ½     | ½     | 0    | ½    | ½     | ½     | 0    | ½    | 0     | ½     | ½      | 0      | ½     | 0     |       |       | 4½   |

가장 긴 경기는 파인 대 알레힌(68수)로, 파인이 승리했다. 가장 짧은 경기는 플로르와 파인의 19수 무승부였다. 56경기 중 백 승은 17경기, 흑 승은 7경기, 무승부는 32경기였다. 타이브레이크는 Sonneborn-Berger 스코어였다.

## 카파블랑카의 건강
카파블랑카는 첫 7라운드에서 3.5점을 기록하며 괜찮은 모습을 보였지만 나중 7경기 중 3경기를 패배했다. 그는 지난 29년 동안 26번의 패배만을 경험했다. 그는 약한 뇌졸중을 앓았다. 그의 아내 올가는 카파블랑카가 고혈압으로 인해 대회 도중 거의 사망할 뻔했으며, 의사가 어떻게 경기를 하도록 내버려둘 수 있냐고 자신에게 소리질렀다고 인터뷰했다. 본인도 1939년 인터뷰에서 고혈압과 순환계통 관련 문제로 인해 결과가 좋지 않았다고 언급했다.

## 같이 보기
- en:Botvinnik versus Capablanca, AVRO 1938,11라운드의 유명한 게임
- en:Nottingham 1936 chess tournament
- 세계 체스 선수권 대회

## 참고 문헌
- АВРО-турнир: Состязание сильнейших гроссмейстеров мира. Голландия, 1938 год / [Авт.-сост. Г. Г. Торадзе]. Москва: Галерия, 2006. 295 с ISBN 5-8137-0159-1.